# Northrop Tacit Blue
Northrop Tacit Blue je poseban zrakoplov za demonstraciju tehnologije kojeg je konstruirao Northrop. Konstruiran je kako bi pokazao da zrakoplov stealth značajki s posebnim (engl. low probability of intercept) radarom i ostalim senzorima može promatrati iz blizine prvu liniju borbe i davati stožeru zemaljskih snaga, u stvarnom vremenu, podatke o metama, s visokom vjerojatnošću preživljavanja. Posadu zrakoplova činio je samo pilot. 
Zrakoplov je prvi puta poletio u veljači 1982.g. U sljedeće tri godine zrakoplov je imao 135 letova sve dok nije 1985.g. povučen i spremljen. Javnosti je pokazan 1996.g. od kada se Tacit Blue nalazi izložen u muzeju National Museum of the United States Air Force, u američkoj vojnoj bazi Wright Patterson Air Force Base, u blizini grada Dayton, Ohio.

## Tehničke karakteristike
Osnovne karakteristike
- posada: 1
- dužina: 17 m
- raspon krila: 14,7 m
- visina: 3,2 m

Letne karakteristike
- najveća brzina: 461,88 km/h
- najveća visina leta: 9.144 m
- motor: 2 turbo-mlazna motora Garrett AFT3-6